# オオゴマシジミ
オオゴマシジミ（大胡麻小灰蝶、Maculinea arionides）はチョウ目（鱗翅目）シジミチョウ科ヒメシジミ亜科のチョウ。

## 概要
ヒメシジミの仲間で、翅表は灰色地に水色の光沢があり、前翅にはさらに黒斑が散在する。翅裏は一般的な灰色地に多くの黒斑というスタイル。
高山山頂からの雪解け水がたびたび氾濫し、土地が不安定で木が生えづらい渓畔沿いの開けた草原に生えるクロバナノヒキオコシ・カメバヒキオコシ（シソ科）のつぼみや新芽などを食するため、そういった環境にしか生息しない。また半肉食性で、幼虫は4齢の初期を過ぎるとシワクシケアリによって巣に運びこまれ、アリの卵・幼虫を食べる。本種のライフサイクルには両者が不可欠である。
オオルリシジミ・ゴマシジミとともに近年減少の一途をたどっており、趣味者からの人気は高い。
越冬態は4齢幼虫。成虫は年1回発生し、7月下旬から8月中旬の限られた時期のみ見られる。訪花性は強く、カワラナデシコやリンドウで吸蜜する姿が見られる。

## 分布
北海道渡島半島および本州東北～中部地方の高山に局所的に分布する。
日本国外ではロシア極東地域、中国、朝鮮半島。

## 保全状況評価
日本産オオゴマシジミ Maculinea arionides takamukui（Matsumura）

 *準絶滅危惧（NT）（環境省レッドリスト）